# Heimtücke
Heimtücke bedeutet in der deutschen Sprache eine hinterlistige Bösartigkeit, jemand hat z. B. ein heimtückisches Wesen. Ähnliche Begriffe sind Tücke, List, Arglist, Hinterlist, Hinterhalt, Täuschung und Überlistung sowie heimlich, klammheimlich und klandestin.

## Im deutschen Strafrecht
Die Heimtücke ist im deutschen Strafrecht eines der Mordmerkmale. Beim Vorliegen dieses Merkmals bei einer vorsätzlichen Tötung handelt es sich nicht um Totschlag (§ 212 StGB), sondern um Mord (§ 211 StGB).

### Definition der Heimtücke
Das bewusste Ausnutzen der Arg- und Wehrlosigkeit des Opfers muss in feindlicher Willensrichtung geschehen.  Die Heimtücke umfasst demnach folgende Merkmale:
1. Arglosigkeit des Opfers
2. Wehrlosigkeit des Opfers infolge der Arglosigkeit
3. Ausnutzen der Arg- und Wehrlosigkeit
4. Ausnutzungsbewusstsein
5. feindliche Willensrichtung

#### Arglosigkeit
Arglosigkeit liegt vor, wenn das zum Argwohn fähige Opfer bei Versuchsbeginn nicht mit einem Angriff auf sein Leben oder einen schweren Angriff auf seine körperliche Unversehrtheit rechnet. Von der Arglosigkeit sind diejenigen Opfer auszunehmen, die nicht fähig sind, die feindliche Willensrichtung des Angreifers zu erkennen (Kleinkinder und Säuglinge, Ohnmächtige und Menschen mit geistigen Behinderungen). Allerdings können auch diese Personen arglos sein, wenn die natürlichen Abwehrinstikte des Opfers überwunden werden (z. B. Versüßung des Tötungsmittels), oder wenn die Arglosigkeit eines schutzbereiten Dritten ausgenutzt wird.
Arglos ist jedoch, wer aus dem Hinterhalt angegriffen wird. Da Schlafende während des Schlafens nicht zum Argwohn fähig sind, müssen diese sich mit dem Vertrauen in den Schlaf begeben haben, dass ihnen nichts passieren werde; sie nehmen ihre Arglosigkeit sozusagen „mit in den Schlaf“.

#### Wehrlosigkeit
Es müssen stets beide Voraussetzungen erfüllt sein, also Arg- und Wehrlosigkeit zusammen. Wehrlos ist, wer aufgrund der Arglosigkeit nicht zur Verteidigung imstande oder stark eingeschränkt ist.

#### Ausnutzen
Das Merkmal „Ausnutzen“ beinhaltet, dass die Arglosigkeit und die Wehrlosigkeit des Opfers die Tötung objektiv erleichtert haben müssen. Bildet sich der Täter dies nur ein, so kann lediglich ein Mordversuch vorliegen und falls es zur Tötung kommt ist diese tateinheitlich als Totschlag zu bestrafen.

#### Ausnutzungsbewusstsein
Der Täter muss – bei spontanem Tatentschluss auch nur mit einem Blick – die Vorstellung haben, dass die Tat durch die Arg- und Wehrlosigkeit des Tatopfers erleichtert wird. Daran kann es im Einzelfall fehlen, wenn der Täter die Situation als solche gar nicht erkannt hat oder den Tatentschluss aufgrund eines spontanen Entschlusses in einem Zustand hoher Erregung gefasst hat.
Im Übrigen muss der Vorsatz des Täters die äußeren Umstände der Arglosigkeit und der Wehrlosigkeit umfassen.

#### Feindliche Willensrichtung
Literatur und die Rechtsprechung verlangen auch eine feindliche Willensrichtung. In früherer Rechtsprechung wurde diese bereits verneint, wenn der Täter zum Wohle des Opfers handeln wollte; der Bundesgerichtshof (BGH) hat diese Rechtsprechung allerdings aufgegeben. Nach dem BGH kann die feindliche Willensrichtung nur fehlen, wenn die Tötung dem ausdrücklichen Willen des Opfers entspricht oder diese aufgrund einer objektiv nachvollziehbaren Wertung mit dem mutmaßlichen Willen des Opfers geschieht.

### Restriktionen der Heimtücke
Das Bundesverfassungsgericht übte 1977 an der Auslegung des Merkmals „Heimtücke“ in § 211 StGB erhebliche Kritik. Das Bundesverfassungsgericht sah bei sog. Tötungen in Konfliktsituationen den Verhältnismäßigkeitsgrundsatz durch die lebenslange Freiheitsstrafe verletzt. Daraufhin wurden verschiedene Ansätze diskutiert: In der Literatur wurde ein besonderer Vertrauensbruch zur Begründung des Merkmals gefordert. Auch entwickelte die Literatur die Lehre von der negativen Typenkorrektur, wonach die Mordmerkmale nur Indizwirkung haben sollten. Diesen Ansätzen hat sich die Rechtsprechung nicht angeschlossen und ist dem Meinungsstreit durch die sog. Rechtsfolgenlösung ausgewichen.
Das Mordmerkmal der Heimtücke ist restriktiv und am Verhältnismäßigkeitsgrundsatz orientiert auszulegen. Greifen keine anderen gesetzlichen (und dadurch vorrangigen) Milderungsgründe ein, tritt beim Vorliegen von außergewöhnlichen Umständen an die Stelle lebenslanger Freiheitsstrafe ein Strafrahmen zwischen drei und fünfzehn Jahren (§ 49 Abs. 1 Nr. 1 StGB analog). Derartige besondere Umstände können vorliegen bei schwerer Kränkung und Provokation durch das Opfer oder bei notstandsähnlichen Situationen. Der BGH stellte allerdings klar, dass die Rechtsfolgenlösung Ausnahmecharakter haben soll und damit nicht jeder Umstand, der im Rahmen des § 213 StGB berücksichtigt werden könnte, ausreicht.
Der Begriff 'Heimtücke' gilt als einer der umstrittensten Begriffe im Strafrecht und wird seit Mai 2014 überarbeitet.

### Heimtücke durch Unterlassen
Ob eine Heimtücke durch Unterlassen möglich ist, ist in der Rechtswissenschaft ebenfalls umstritten. Die herrschende Meinung hält diese aber für möglich, z. B. wenn der Garant eine tödliche Gefahr nicht abwendet und die Ahnungslosigkeit des Opfers von der Gefahr ausnutzt.

### Versuchsbeginn bei der Heimtücke
Ob der Täter bereits dadurch, dass er das Opfer in eine Falle oder einen Hinterhalt lockt, unmittelbar zur Tat ansetzt (§ 22 StGB), musste bisher nicht vom BGH entschieden werden. Besonders relevant wird diese Frage für mögliche Teilnehmer an der Tat und den Rücktritt des Täters selbst.

## Im Völkerrecht
In Artikel 37 des ersten Zusatzprotokolls zu den Genfer Abkommen vom 12. August 1949 über den Schutz der Opfer internationaler bewaffneter Konflikte ist Heimtücke folgendermaßen definiert:
(1) Es ist verboten, einen Gegner unter Anwendung von Heimtücke zu töten, verwunden oder gefangenzunehmen. Als Heimtücke gelten Handlungen, durch die ein Gegner in der Absicht, sein Vertrauen zu mißbrauchen, verleitet wird, darauf zu vertrauen, daß er nach den Regeln des in bewaffneten Konflikten anwendbaren Völkerrechts Anspruch auf Schutz hat oder verpflichtet ist Schutz zu gewähren. Folgende Handlungen gelten als Beispiele für Heimtücke:
a) das Vortäuschen der Absicht, unter einer Parlamentärflagge zu verhandeln oder sich zu ergeben;
b) das Vortäuschen von Kampfunfähigkeit infolge von Verwundung oder Krankheit;
c) das Vortäuschen eines zivilen oder Nichtkombattantenstatus und
d) das Vortäuschen eines geschützten Status durch Benutzung von Abzeichen, Emblemen oder Uniformen der Vereinten Nationen oder neutraler bzw. anderer nicht am Konflikt beteiligter Staaten.
Die Verwendung von Emblemen, Abzeichen und Uniformen des Gegners ist ebenfalls nicht erlaubt (Art. 39, (2) ZP I).
Die Anwendung von Kriegslist ist hingegen erlaubt und wird im zweiten Absatz des o. g. Artikels 37 definiert:
(2) Kriegslisten sind nicht verboten. Kriegslisten sind Handlungen, die einen Gegner irreführen oder ihn zu unvorsichtigem Handeln veranlassen sollen, die aber keine Regel des in bewaffneten Konflikten anwendbaren Völkerrechts verletzen und nicht heimtückisch sind, weil sie den Gegner nicht verleiten sollen, auf den sich aus diesem Recht ergebenen Schutz zu vertrauen. Folgende Handlungen sind Beispiele für Kriegslisten: Tarnung, Scheinstellungen, Scheinoperationen und irreführende Informationen.
Zusammenfassend kann man sagen, dass Artikel 37 des Zusatzprotokolls den nach Kriegsvölkerrecht zulässigen Kriegsmethoden eine sachliche Grenze setzt. Da wesentliches Merkmal der hybriden Kriegführung die Verschleierung eigener Absichten, Fähigkeiten und Handlungen ist, ist dort die Grenze zwischen erlaubter Kriegslist und Heimtückeverbot fließend.